# Saba Kord Afshari
Saba Kord Afshari oder Saba Kordafschari (persisch صبا کردافشاری Saba Kord-Afschari, DMG Sabā Kordāfšārī; * 1998) ist eine iranische Menschenrechtsaktivistin. Sie setzt sich für Frauenrechte in Iran ein und gegen die gesetzlich erzwungene Kopfbedeckung für Frauen. Sie selbst trägt in der Öffentlichkeit keinen Hidschāb.
Sie wurde am 19. August 2019 vom Islamischen Revolutionsgericht in Teheran zu 24 Jahren Haft verurteilt.

## Verhaftungen und Verurteilung
Kord Afshari wurde erstmals am 2. August 2018 vor dem Daneschdschu-Park in Teheran festgenommen, wo sie an einem friedlichen Studentenprotest teilnahm, und wegen „Störung der öffentlichen Ordnung“ zu einer einjährigen Haftstrafe verurteilt. Im Februar 2019 wurde sie vorzeitig entlassen.
Am 1. Juni 2019 wurde sie erneut festgenommen und im Gefängnis von Ghartschak untergebracht. Ihr Handy, ihr Laptop und andere persönliche Gegenstände wurden beschlagnahmt. Am Folgetag wurde sie in die Abteilung 2A des Evin-Gefängnisses in Teheran überstellt, die der Geheimdienstabteilung der Revolutionsgarden untersteht. Dort soll sie unter Zwang zu Geständnissen genötigt worden sein. Anschließend wurde sie wieder nach Ghartschak verbracht und schließlich am 13. August 2019 in den Frauentrakt des Evin-Gefängnisses verlegt. Der offizielle Vorwurf lautete „Vereinigung und Absprache gegen die nationale Sicherheit“, „der Verbreitung von Propaganda gegen den Staat“ sowie der „Verbreitung von Korruption und Prostitution, indem sie ihren Hidschāb ablegte und auf der Straße ohne Schleier ging“. Die Höchststrafe hätte 15 Jahre betragen sollen, jedoch wurde das Strafmaß vom Revolutionsgericht wegen „zahlreicher Anklagen und früherer Aufzeichnungen“ auf 24 Jahre erhöht. Das iranische Geheimdienstministerium hatte Kord Afshari zuvor wiederholt aufgefordert, ein Entschuldigungsvideo zu veröffentlichen, „in welchem sie ihr Verbrechen gesteht“, was sie jedoch vehement verweigerte.
Das Europäische Parlament stellte in einer Entschließung vom 19. September 2019 zu Iran fest, „dass iranische Revolutionsgerichte seit einigen Monaten deutlich härter gegen den friedlichen Widerstand von Frauenrechtsaktivistinnen vorgehen, die gegen das vorgeschriebene Tragen des Hidschabs protestieren, und u. a. erheblich längere Haftstrafen verhängen“. Es forderte die iranischen staatlichen Stellen auf, diese Urteile, darunter das von Saba Kord-Afshari, aufzuheben.